# USS 인디애나폴리스 (CA-35)

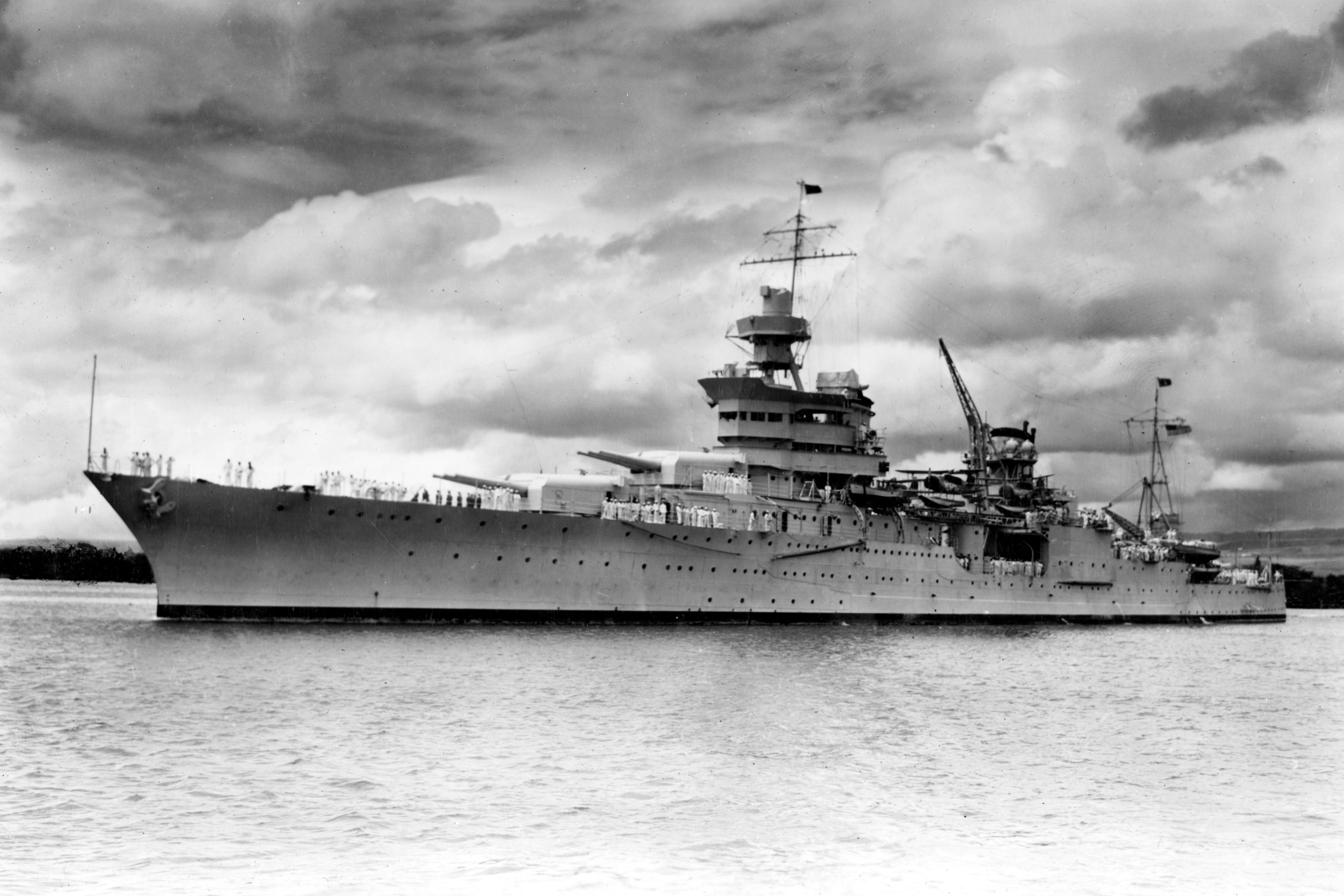

USS 인디애나폴리스 (CA-35)은 미국 해군의 중순양함으로, 배수량 1만톤급 포틀랜드급 순양함의 2번함이다.

## 역사
태평양 전쟁 당시, 순양함은 적의 수상함과 항공기를 공격하고, 구축함은 소나와 어뢰를 장착해 적 잠수함을 공격했다. 인디애나폴리스는 순양함이어서 소나와 어뢰가 없었다. 8인치 함포 3문이 한 포탑에서 회전한다. 3개가 있어서 모두 9문의 8인치 함포로 적 수상함을 공격한다. 5인치 함포 8문은 대공포로, 적 항공기를 공격한다.
히로시마에 투하된 리틀 보이 부품을 구축함의 호위 없이 단독 항해로 티니언섬까지 운반했다. 1945년 7월 30일, 모항으로 복귀하는 도중에 일본의 만재배수량 3700톤급 I-58 잠수함으로부터 중어뢰 6발을 맞고 침몰했다. I-58 잠수함은 533 mm 어뢰관 6문을 장착했다. 일본의 95형 어뢰는 사거리 12 km로서, 당시 미군 잠수함 중어뢰인 마크 14 어뢰의 4 km 보다 3배의 사거리였다. 95형 어뢰 6발을 맞은 인디애나폴리스함은 12분만에 수중으로 침몰했다. 침몰 4일 후에, 승무원 1195명 중에서 오직 316명만이 살아서 구조되었다. 미국 해군 역사상 단일 군함에서 발생한 최대의 참사다.
1945년 8월 6일, 보잉 B-29 슈퍼포트리스 폭격기인 에놀라 게이가 티니언섬에서 원자폭탄을 탑재하고 이륙, 2531 km 떨어진 일본 히로시마에 투하했다. 세계 최초의 핵공격이었다. 농축우라늄탄인 리틀 보이가 사용되었다.
2017년 8월 19일, 필리핀해의 수중 5500 m 바닥에서 인디애나폴리스함이 발견되었다.

## 대한민국
배수량 1만톤급 인디애나폴리스 순양함은 오늘날 대한민국의 세종대왕함과 배수량이 같다. 또한 수중배수량 3700톤급 일본 제국 해군 I-58 잠수함은 오늘날 도산안창호함과 배수량이 같다. 세종대왕함은 순양함이 아니라 구축함이지만, 순양함의 기능인 적 수상함과 적 항공기 공격기능을 갖추고 있으면서, 구축함의 기능인 소나와 어뢰를 장착해 적 잠수함을 공격한다. 도산안창호함은 하푼미사일을 발사해 기존 어뢰의 12 km 사거리가 아니라 100여 km 밖의 적 수상함이나 지상시설을 공격할 수 있다.
2010년 천안함 피격 사건때 천안함의 함장이던 최원일 항해중령을 왜 처벌하지 않느냐는 의견에 대한 반박의 근거로 자주 언급됐다. 실제로 당시 군검찰에서는 처벌을 논의했으나, 해군의 어느 하사가 인트라넷에 이 사건을 근거로 처벌론을 비판하는 장문의 글을 올려 화제가 되기도 했다. 그러나 정작 해군 내에서는 장비의 문제가 아니라 승무원들의 안이한 근무 태도가 원인이었다고 교육자료에 명시했고, 생존 승무원들 또한 불이익을 받아왔다는 생존 장병의 인터뷰가 있었다.